# Coupe de France de rugby à XV 1984-1985
Navigation
Coupe de France 1983-1984 Coupe de France 1985-1986
L'édition 1984-1985 de la Coupe de France est la 17e et avant dernière édition de la coupe de France de rugby à XV et la compétition est remportée par le RC Narbonne.

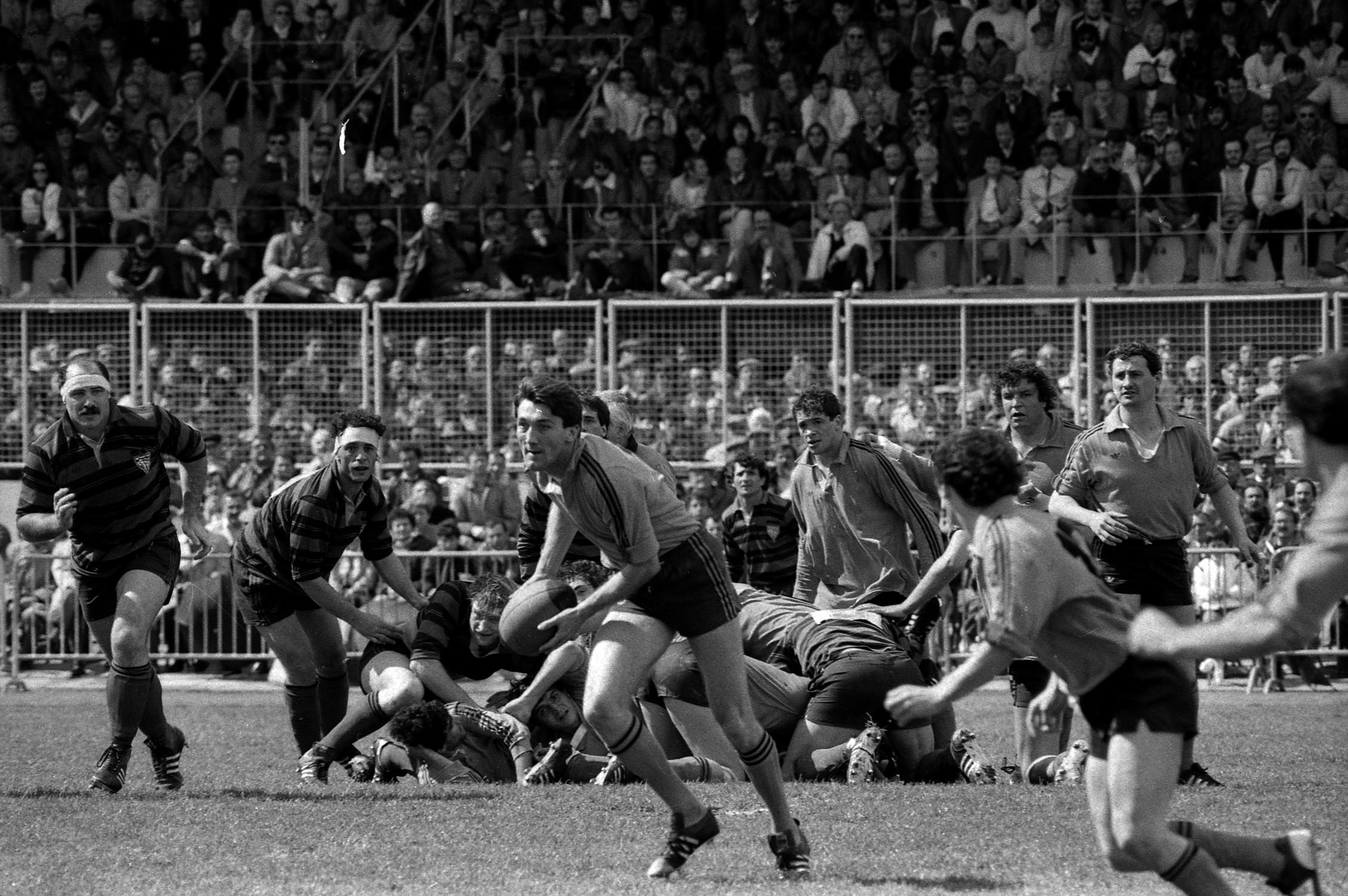
Pierre Mathias ouvre sur Didier Codorniou et Toulouse est battu.

## Tableau final

### Quarts de finale

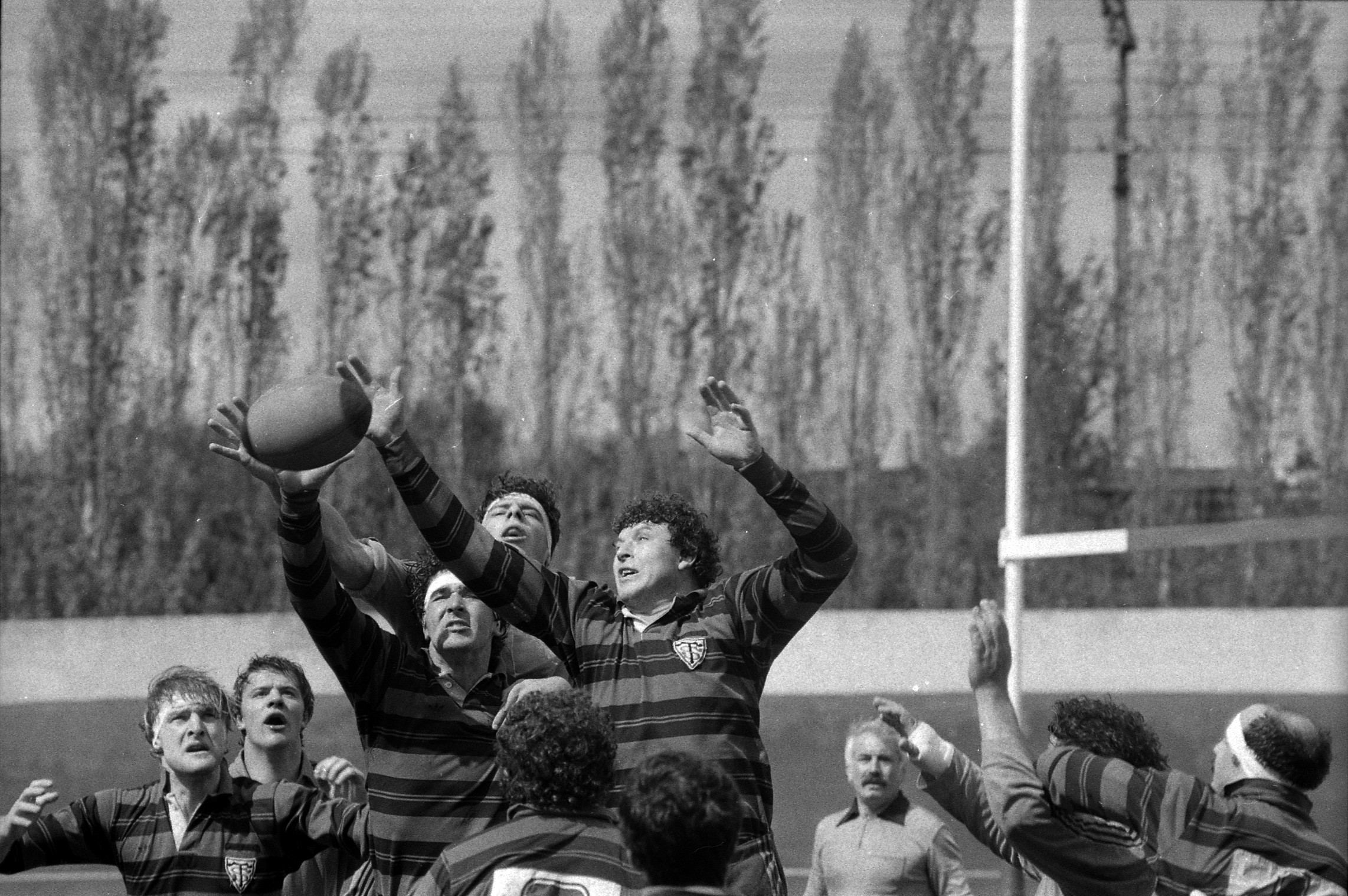
Bataille en touche entre Gilles Bourguignon et Gérard Portolan.

| 1985 | RC Narbonne | 12-6 | FC Lourdes |  |
| 1985 |             |      |            |  |
| 1985 |             |      |            |  |

| 1985 | FC Grenoble | 30-12 | US Carcassonne | Valence |
| 1985 |             |       |                | Valence |
| 1985 |             |       |                | Valence |

| 1985 | Stade toulousain | 25-0 | Racing CF |  |
| 1985 |                  |      |           |  |
| 1985 |                  |      |           |  |

| 1985 | CA Brive | 15-6 | SA Hagetmau |  |
| 1985 |          |      |             |  |
| 1985 |          |      |             |  |

### Demi-finales

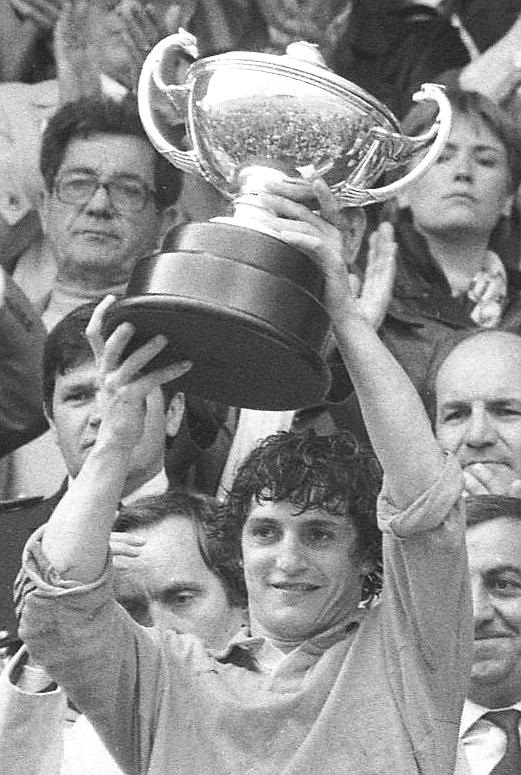
Didier Codorniou, vainqueur de la coupe de France de rugby 1985 (et capitaine du RC Narbonne).

| 1985 | RC Narbonne | 42 - 22 | FC Grenoble | Clermont-Ferrand |
| 1985 |             |         |             | Clermont-Ferrand |
| 1985 |             |         |             | Clermont-Ferrand |

| 1985 | Stade toulousain | 38 - 9 | CA Brive |  |
| 1985 |                  |        |          |  |
| 1985 |                  |        |          |  |

## Finale
| 14 avril 1985 | Stade toulousain                                                                                                   | 27 - 28 | RC Narbonne                                                                                                 | Stade Albert-Domec, Carcassonne 6 661 spectateurs Arbitre : J. Matheu |
| 14 avril 1985 | Essai(s) : 2 Janik, Novès Transformation(s) : 2 Lopez Pénalité(s) : 3 Lopez (2), Gabernet Drop(s) : 1 Rougé-Thomas |         | Essai(s) : 3 Lanau, Magre, Estève Transformation(s) : 2 Mathias Pénalité(s) : 2 Mathias Drop(s) : 2 Mathias | Stade Albert-Domec, Carcassonne 6 661 spectateurs Arbitre : J. Matheu |
| 14 avril 1985 | |         | | Stade Albert-Domec, Carcassonne 6 661 spectateurs Arbitre : J. Matheu |

| Stade toulousain Titulaires Serge Gabernet 15 Jean-Michel Rancoule 14 Eric Bonneval 13 Denis Charvet 12 Guy Novès 11 Philippe Rougé-Thomas 10 Michel Lopez 9 Hervé Lecomte 8 Karl Janik 7 Albert Cigagna 6 Gérard Portolan 5 Jean-Michel Giraud 4 Claude Portolan 3 Daniel Santamans 2 Serge Laïrle 1 Remplaçants Thierry Maset Christian Breseghello |  |  |  | RC Narbonne Titulaires 15 Jean-Marc Magre 14 Philippe Fabre 13 Lanau 12 Didier Codorniou 11 Patrick Estève 10 Pierre Mathias 9 Guy Ramon 8 Marc Delpoux 7 Pierre Bouisset 6 Alain Sablayrolles 5 Gilles Bourguignon 4 Jean Cazaute 3 Jean-Claude Pinéda 2 Robert Nivelle 1 Guy Colomine Remplaçants X X Entraîneur Raoul Barrière Henri Ferrero |